# ریچارد برتون (بازیکن فوتبال)
ریچارد برتون (انگلیسی: Richard Burton؛ 1889 – 1939 (aged 50)) بازیکن فوتبال اهل بریتانیا بود.
از باشگاه‌هایی که در آن بازی کرده‌است می‌توان به باشگاه فوتبال استوک سیتی اشاره کرد.